# Magulács Péter
Magulács Péter (? – Rimabánya, 1748.) evangélikus lelkész.

## Élete
Magulács Péter és Pjatko Dorottya fia, jolsvai (Gömör megye) származású. Középiskoláit Osgyánban és Rozsnyón végezte. 1709. december 19-én a wittenbergi egyetemre iratkozott be, Gömörmegye 30 forinttal segélyezte. Visszatérve 1713-tól 1717-ig a gömöri iskola igazgatója lett, ahonnét Szinóbányára ment papnak és 1717. július 6-án ordináltatott. 1721-ben lelkész lett Rimabányán, ahol 1748-ban meghalt.

## Műve
- Egynehány butsuzo es siralmas versek, Wittemberga, 1711
- Disputatio theologica de Πλεροϕορια Justificatorum cum absolutione ministri Conciliabuli. Praeside Martino Chladenii. Vitebergae, 1713.